# Élections européennes de 2024 en Autriche
Pour un article plus général, voir Élections européennes de 2024.
Les élections européennes de 2024 sont les élections des députés de la dixième législature du Parlement européen, qui se déroulent du 6 au 9 juin 2024 dans tous les États membres de l'Union européenne. En Autriche, elles se tiennent le 9 juin 2024 afin de pourvoir les 20 sièges alloués au pays.

## Campagne

### Partis et candidats
| Parti politique | Parti politique                                        | Positionnement et idéologie                                                                         | Score en 2019 | Tête de liste       | Députés sortants | Députés sortants |
| Parti politique | Parti politique                                        | Positionnement et idéologie                                                                         | Score en 2019 | Tête de liste       | Nombre           | Groupe politique |
| --------------- | ------------------------------------------------------ | --------------------------------------------------------------------------------------------------- | ------------- | ------------------- | ---------------- | ---------------- |
|                 | Parti populaire autrichien (ÖVP)                       | Centre droit à droite Démocratie chrétienne, conservatisme                                          | 34,55 %       | Reinhold Lopatka    | 7 / 18           | PPE              |
|                 | Parti social-démocrate d'Autriche (SPÖ)                | Centre gauche Social-démocratie, progressisme                                                       | 23,89 %       | Andreas Schieder    | 5 / 18           | S&D              |
|                 | Parti de la liberté d'Autriche (FPÖ)                   | Extrême-droite Populisme de droite, national-conservatisme, libéralisme économique, euroscepticisme | 17,20 %       | Harald Vilimsky     | 3 / 18           | ID               |
|                 | Les Verts - L'Alternative verte (Grüne)                | Centre gauche Écologie, europhilie                                                                  | 14,08 %       | Lena Schilling      | 2 / 18           | Verts/ALE        |
|                 | NEOS - La nouvelle Autriche et le Forum libéral (NEOS) | Centre Libéralisme, europhilie                                                                      | 8,44 %        | Helmut Brandstätter | 1 / 18           | RE               |
|                 | Parti communiste d'Autriche (KPÖ)                      | Extrême-gauche Communisme                                                                           | 0,80 %        | Günther Hopfgartner | 0 / 18           |                  |
|                 | Démocratique - Neutre - Authentique (DNA)              | | Nv.           | Maria Hubmer-Mogg   | 0 / 18           |                  |

## Résultats
| Parti ou coalition       | Parti ou coalition                              | Voix      | %     | +/-   | Sièges | +/-           | Groupe    |
| ------------------------ | ----------------------------------------------- | --------- | ----- | ----- | ------ | ------------- | --------- |
|                          | Parti de la liberté d'Autriche (FPÖ)            | 893 754   | 25,36 | 8,16  | 6      | 3             | PfE       |
|                          | Parti populaire autrichien (ÖVP)                | 864 072   | 24,52 | 10,03 | 5      | 2             | PPE       |
|                          | Parti social-démocrate d'Autriche (SPÖ)         | 818 287   | 23,22 | 0,67  | 5      | en stagnation | S&D       |
|                          | Les Verts - L'Alternative verte (Grüne)         | 390 503   | 11,08 | 3,00  | 2      | en stagnation | Verts/ALE |
|                          | NEOS - La nouvelle Autriche et le Forum libéral | 357 214   | 10,14 | 1,70  | 2      | 1             | RE        |
|                          | Parti communiste d'Autriche (KPÖ)               | 104 245   | 2,96  | 2,16  | 0      | en stagnation |           |
|                          | Démocratique - Neutre - Authentique (DNA)       | 95 859    | 2,72  | Nv.   | 0      | Nv.           |           |
|                          |                                                 |           |       |       |        |               |           |
| Votes valides            | Votes valides                                   | 3 523 934 | 98,31 |       |        |               |           |
| Votes blancs et nuls     | Votes blancs et nuls                            | 60 548    | 1,69  |       |        |               |           |
| Total                    | Total                                           | 3 584 482 | 100   | -     | 20     | 2             | -         |
| Abstentions              | Abstentions                                     | 2 787 722 | 43,75 |       |        |               |           |
| Inscrits / Participation | Inscrits / Participation                        | 6 372 204 | 56,25 |       |        |               |           |